# Kiss Chronicles: 3 Classic Albums
Kiss Chronicles: 3 Classic Albums je set prvních tři studiových alb skupiny Kiss.Tento set je téměř totožný s kolekcí The Originals která vyšla v roce 1976. Rozdíl je pouze že tehdejší LP jsou nahrazeny CD a mají odlišné obaly.

## Seznam skladeb
Disk 1 Kiss
| Pořadí | Název                | Autor                               | Hlavní zpěvák             | Délka |
| ------ | -------------------- | ----------------------------------- | ------------------------- | ----- |
| 1.     | Strutter             | Paul Stanley / Gene Simmons         | Stanley                   | 3:10  |
| 2.     | Nothin' to Lose      | Simmons                             | Simmons / Peter Criss     | 3:26  |
| 3.     | Firehouse            | Stanley                             | Stanley                   | 3:16  |
| 4.     | Cold Gin             | Ace Frehley                         | Simmons                   | 4:21  |
| 5.     | Let Me Know          | Stanley                             | Simmons / Stanley         | 2:59  |
| 6.     | Kissin' Time         | Mann / Lowe                         | Simmons / Stanley / Criss | 3:51  |
| 7.     | Deuce                | Simmons                             | Simmons                   | 3:05  |
| 8.     | Love Theme From Kiss | Frehley / Stanley / Simmons / Criss | Instrumental              | 2:24  |
| 9.     | 100 000 Years        | Stanley / Simmons                   | Stanley                   | 3:22  |
| 10.    | Black Diamond        | Stanley                             | Criss (intro: Stanley)    | 5:12  |

Disk 2 Hotter Than Hell
| Pořadí | Název                    | Autor                     | Zpěv         | Délka |
| ------ | ------------------------ | ------------------------- | ------------ | ----- |
| 1.     | Got to Choose            | Paul Stanley              | Stanley      | 3:54  |
| 2.     | Parasite                 | Ace Frehley               | Gene Simmons | 3:02  |
| 3.     | Goin' Blind              | Simmons / Stephen Coronel | Simmons      | 3:37  |
| 4.     | Hotter Than Hell         | Stanley                   | Stanley      | 3:30  |
| 5.     | Let Me Go, Rock 'n' Roll | Stanley / Simmons         | Simmons      | 2:15  |
| 6.     | All the Way              | Simmons                   | Simmons      | 3:18  |
| 7.     | Watchin' You             | Simmons                   | Simmons      | 3:44  |
| 8.     | Mainline                 | Stanley                   | Peter Criss  | 3:50  |
| 9.     | Comin' Home              | Frehley / Stanley         | Stanley      | 2:38  |
| 10.    | Strange Ways             | Frehley                   | Criss        | 3:18  |

Disk 3 Dressed to Kill
| Pořadí | Název                  | Autor                     | Hlavní zpěvák     | Délka |
| ------ | ---------------------- | ------------------------- | ----------------- | ----- |
| 1.     | Room Service           | Paul Stanley              | Stanley           | 2:59  |
| 2.     | Two Timer              | Gene Simmons              | Simmons           | 2:47  |
| 3.     | Ladies in Waiting      | Simmons                   | Simmons           | 2:35  |
| 4.     | Getaway                | Ace Frehley               | Peter Criss       | 2:43  |
| 5.     | Rock Bottom            | Frehley / Stanley         | Stanley           | 3:54  |
| 6.     | C'mon and Love Me      | Stanley                   | Stanley           | 2:57  |
| 7.     | Anything for My Baby   | Stanley                   | Stanley           | 2:35  |
| 8.     | She                    | Simmons / Stephen Coronel | Simmons / Stanley | 4:08  |
| 9.     | Love Her All I Can     | Stanley                   | Stanley           | 2:40  |
| 10.    | Rock and Roll All Nite | Simmons / Stanley         | Simmons           | 2:49  |